# Saint-Luc (Anniviers)
Saint-Luc (toponimo francese; fino al 1904 Luc) è una frazione di 334 abitanti del comune svizzero di Anniviers, nel Canton Vallese (distretto di Sierre).

## Geografia fisica
Saint-Luc si trova nella Val d'Anniviers.

## Storia

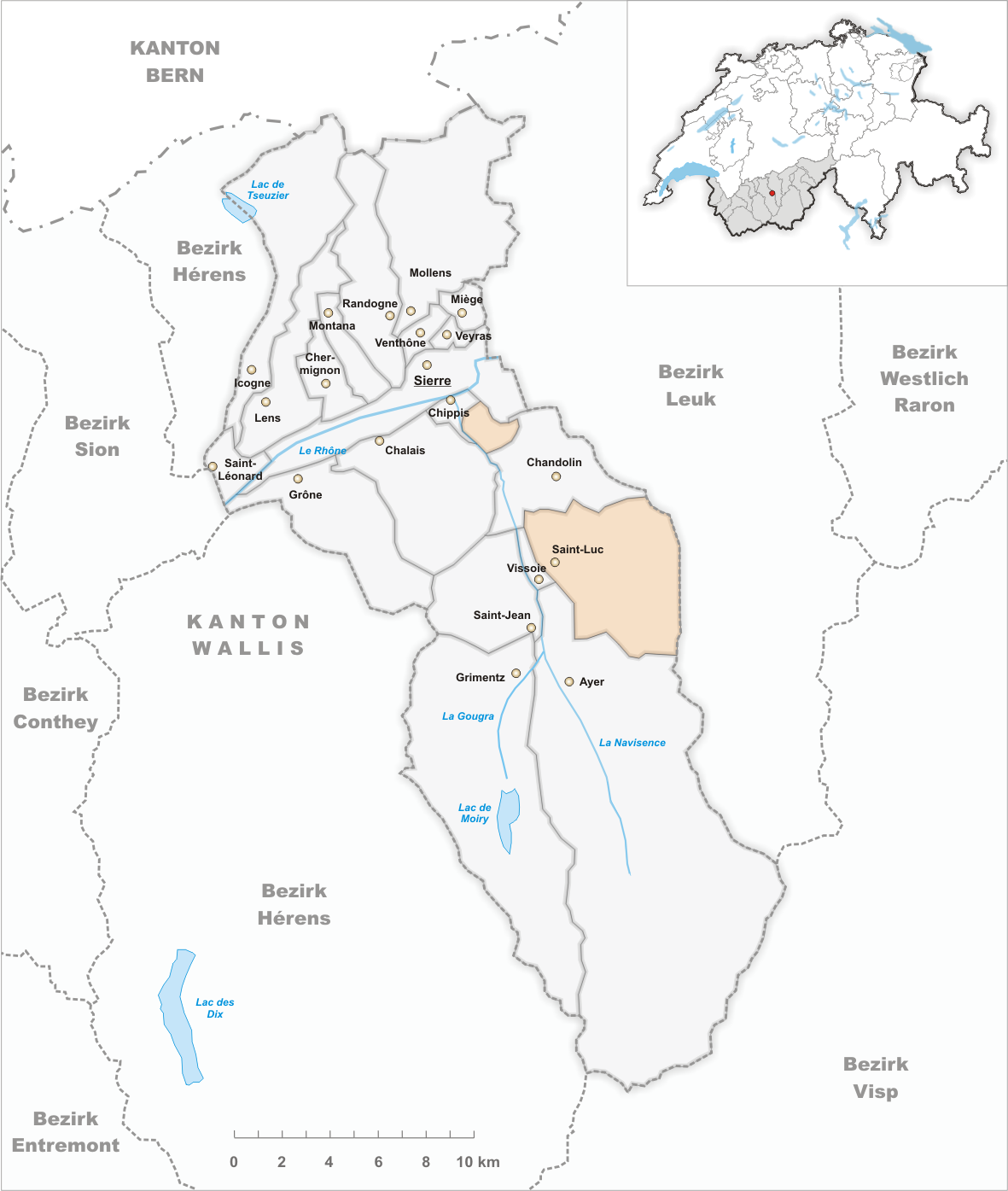
Il territorio del comune di Saint-Luc prima degli accorpamenti comunali del 2009

Già comune autonomo dal quale nel 1821 fu scorporata la località di Chandolin, divenuta comune autonomo, si estendeva per 31,9 km² e comprendeva anche la frazione di Niouc. Nel 2009 è stato accorpato agli altri comuni soppressi di Ayer, Chandolin, Grimentz, Saint-Jean e Vissoie per formare il nuovo comune di Anniviers.

## Monumenti e luoghi d'interesse

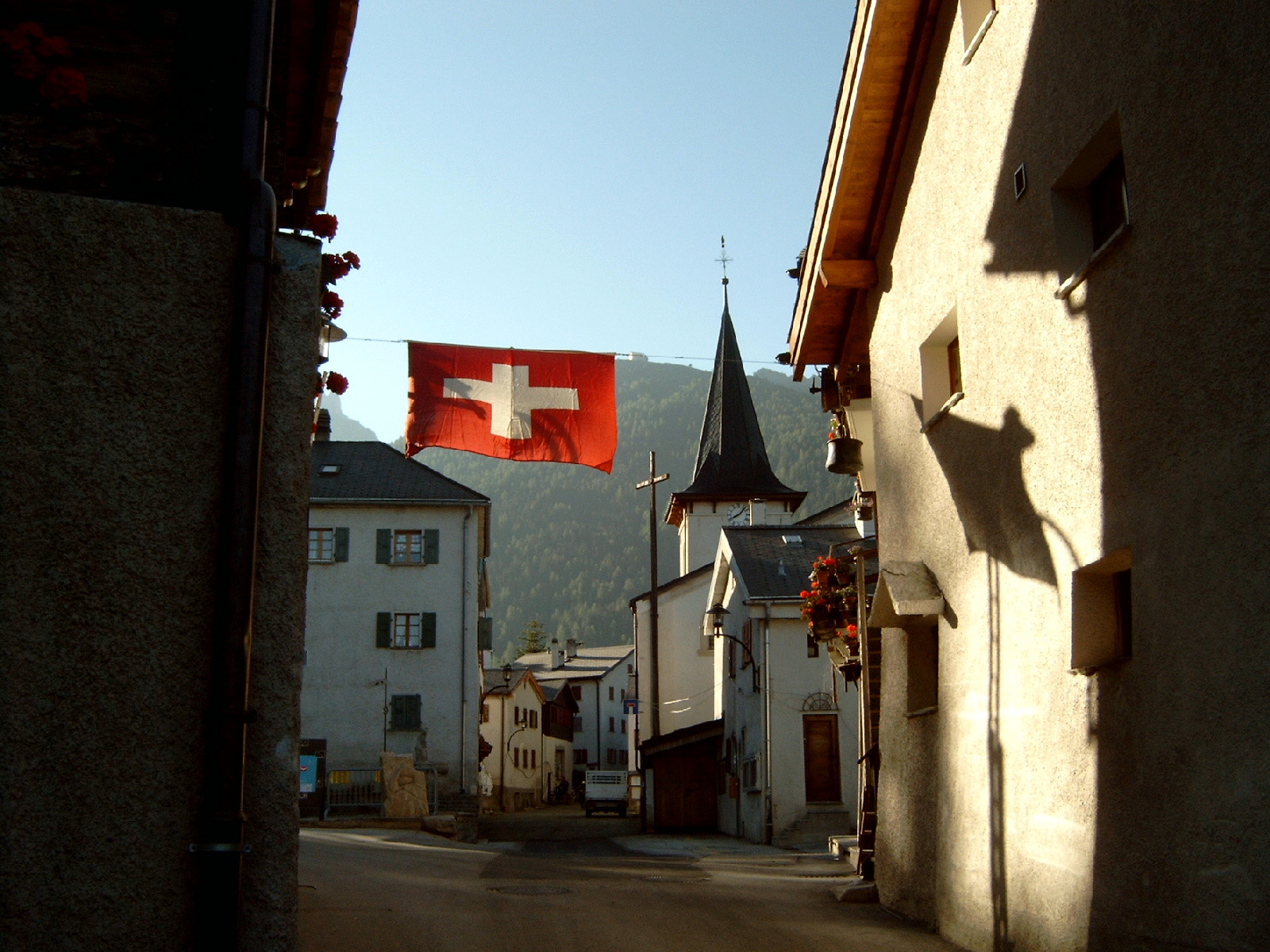
Il centro di Saint-Luc con la chiesa di San Luca

- Chiesa parrocchiale cattolica di San Luca, eretta nel XVI secolo[1].

## Società

### Evoluzione demografica
L'evoluzione demografica è riportata nella seguente tabella:
Abitanti censiti

## Economia
Saint-Luc è una stazione sciistica sviluppatasi a partire dagli anni 1850.

## Amministrazione
Ogni famiglia originaria del luogo fa parte del cosiddetto comune patriziale e ha la responsabilità della manutenzione di ogni bene ricadente all'interno dei confini della frazione.